# Bashful
Bashful est un film américain réalisé par Alfred J. Goulding, sorti en 1917.

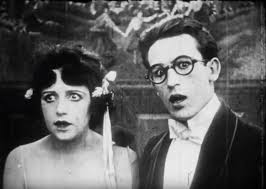
Harold Lloyd et Bebe Daniels dans une scène du film.

Harold Lloyd y joue le rôle d'un jeune homme riche, efféminé et timide qui n'ose pas adresser la parole aux jeunes filles.

## Fiche technique
- Réalisation : Alfred J. Goulding
- Scénario : H.M. Walker
- Producteur : Hal Roach
- Photographie : Walter Lundin
- Genre : Comédie[2]
- Distributeur : Pathé Exchange
- Durée : 1 bobine
- Date de sortie : 23 décembre 1917

## Distribution
- Harold Lloyd
- Snub Pollard
- Bebe Daniels
- Bud Jamison
- William Blaisdell
- James Morrison
- Sammy Brooks
- Billy Fay
- William Gillespie
- Max Hamburger
- Annette Hatten
- Oscar Larson
- Maynard Laswell
- Gus Leonard
- M.J. McCarthy
- Belle Mitchell
- Fred C. Newmeyer
- Evelyn Page
- Hazel Powell
- Nina Speight
- Charles Stevenson
- William Strohbach